# 細胞式類神經網路
細胞式類神經網路（英語：Cellular neural network，縮寫：CNN）是一種大量規則化多維度矩陣電路，可執行平行計算，於1988年由蔡少棠與Lin Yang提出，類似於神經細胞架構，每個細胞與鄰近細胞間彼此連接與傳遞訊號。
與一般類神經網路不同，較具特色的兩點為：1.細胞中連續性的動態行為與2.有限半徑的局部性連接。典型的應用包括影像處理、3D表面分析、問題可視化、生物視覺和其他感官建模。

## CNN架構
因為CNN具有多種不同的架構，所以很難替CNN處理器定下一個非常明確的定義。從架構的觀點來看,CNN是屬於細胞式架構，資料處理是以平行方式計算，因此運算速度可大幅提升。它是由固定數目、固定位置、固定拓普、局部互連、非線性的處理單元所組成，這個非線性的處理單元通常被叫做細胞或是神經元。在數學模型上，每個細胞為獨立且非線性的單元，它具有初始狀態、輸入和行為。訊號的處理通常是連續的，例如Continuous-Time CNN（CT-CNN）處理器，但也可以是離散的Discrete-Time CNN（DT-CNN）處理器。

## 文献综述
CNN处理器的想法是由蔡少棠（Leon Chua）和Lin Yang的在1988年的两部分文章中“细胞神经网络理论”和“细胞神经网络的应用程序”，发表在IEEE电路与系统通讯刊物上。